# Matilde Bajer
Pauline Matilde Theodora Bajer née le 4 janvier 1840 à Næstved (Danemark) et morte le 4 mars 1934 à Copenhague (Danemark), est une féministe et pacifiste danoise.

## Biographie
Son père est un propriétaire terrien. Elle épouse Fredrik Bajer, qu'elle connaissait depuis l'adolescence et le convainc que les femmes doivent avoir une position égale aux hommes dans la société. Pendant une courte période, Mathilde Bajer est présidente de la Société des femmes danoises (Dansk Kvindesamfund), qu'elle a contribué à fonder en 1871 avec son mari, futur prix Nobel de la paix. En 1885, elle est cofondatrice et membre dirigeante de l'aile politique de l'Association du progrès pour les femmes (Kvindelig Fremskridtsforening) qui s'est battu pour le droit de vote des femmes jusqu'à son adoption au Danemark, en 1915.
Le couple se soutient mutuellement dans ses activités pacifistes. Matilde Bajer s'engage notamment dans la Société danoise pour la paix (Danske Kvinders Fredskæde (en)), section de la Ligue internationale des femmes pour la paix et la liberté (LIFPL) cofondée par Thora Daugaard et Clara Tybjerg.
La Quaker anglaise et pacifiste Priscilla Hannah Peckover rencontre Fredrik et Matilde Bajer à la convention des femmes nordiques de 1888. Elle paye ensuite les dépenses de Matilde Bajer pour qu'elle puisse participer à des congrès internationaux sur la paix.

## Sources
- (en) Cet article est partiellement ou en totalité issu de l’article de Wikipédia en anglais intitulé « Matilde Bajer » (voir la liste des auteurs).